# Stanisława Pietruszczak

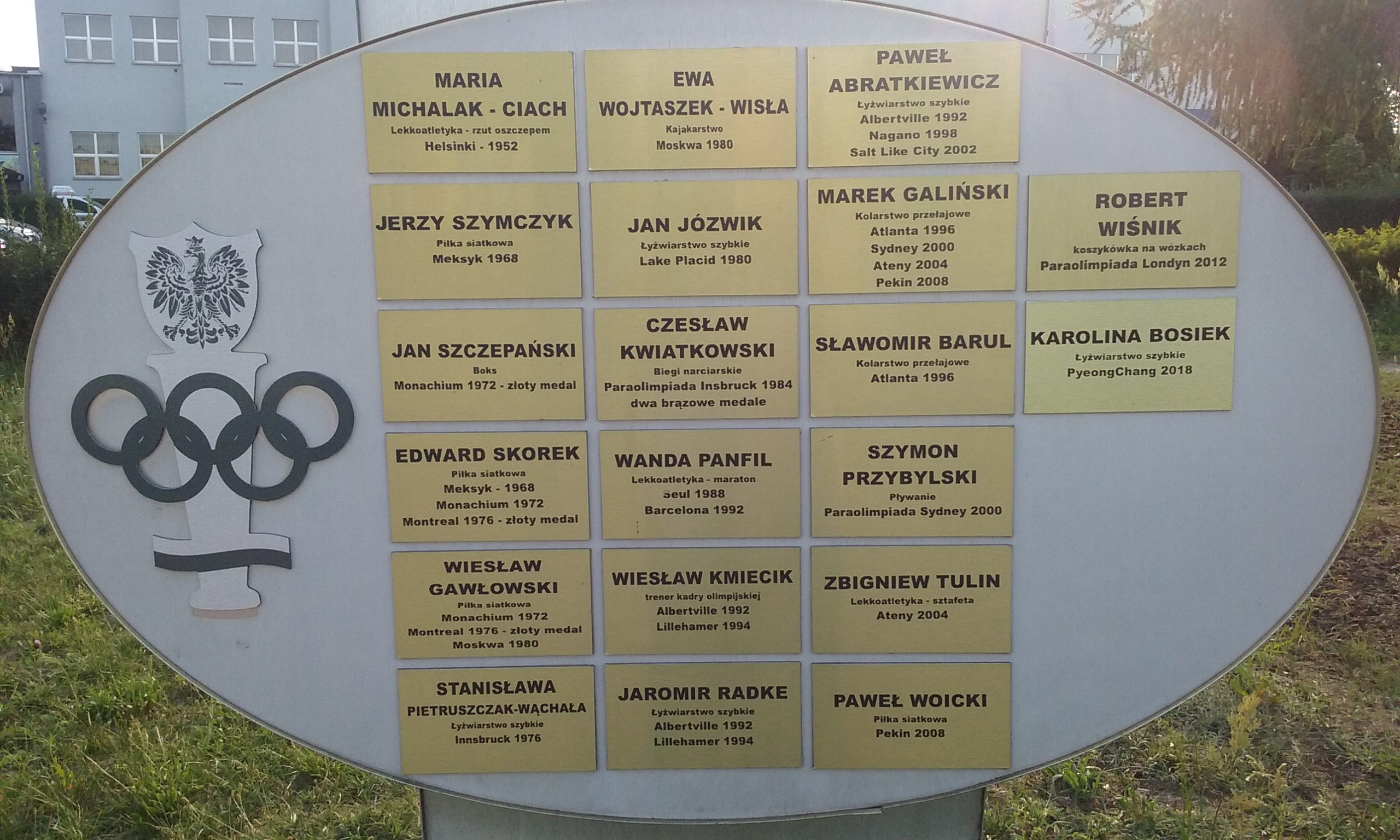
Stanisława Pietruszczak wśród olimijczyków z Tomaszowa na tablicy pamiątkowej przy skrzyżowaniu ulicy lekkoatletki Wanda Panfil z rondem Tomaszowskich Olimpijczyków, Tomaszów Mazowiecki

Stanisława Pietruszczak, po mężu Wąchała (ur. 8 maja 1953 w Tomaszowie Mazowieckim) – polska panczenistka, trenerka, olimpijka z Innsbrucku 1976. Podczas całej kariery sportowej reprezentowała barwy klubu Pilica Tomaszów Mazowiecki.

## Wykształcenie
Absolwentka II Liceum Ogólnokształcącego im Stefana Żeromskiego w Tomaszowie Mazowieckim. Rok po olimpiadzie w Innsbrucku, w 1977 roku ukończyła studia w Akademii Wychowania Fizycznego im. J.Piłsudskiego w Warszawie.

## Kariera sportowa

### Mistrzostwa Polski
Wielokrotna medalistka mistrzostw Polski:
- złota w roku 1976 na dystansie 500 metrów,
- srebrna
  - na dystansie 500 metrów w latach 1974–1975, 1977;
  - na dystansie 1000 metrów w latach 1974–1975;
  - w wieloboju w latach 1974–1975, 1977.
- brązowa
  - na dystansie 1500 metrów w roku 1974[3]

### Zawody międzynarodowe
Uczestniczka Mistrzostw Świata w wieloboju sprinterskim w Göteborgu w  1975 roku,  podczas których zajęła 8. miejsce oraz Mistrzostw Europy w wieloboju w Ałma-Acie (ZSRR) w 1974 roku podczas których zajęła 17. miejsce.

### Olimpiada
Na igrzyskach olimpijskich w Innsbrucku w roku 1976 wystartowała w wyścigu na 500 metrów zajmując 14. miejsce.

## Rekordy życiowe
- na 500 metrów - 42.30 (uzyskany został w 1976 roku),
- na 1000 metrów - 1:30.61 (uzyskany w 1975 roku),
- na 1500 metrów - 2:24.70 (uzyskany w 1976 roku),
- na 3000 metrów - 5:18.50 (uzyskany w 1976 roku).

## Poza sportem
Wieloletnia dyrektorka Szkoły Podstawowej nr 1 im. Aleksandra Kamińskiego w Tomaszowie Mazowieckim przy ulicy Leona Maya 11/13 (obecnie wchodząca w skład Zespołu Szkolno-Przedszkolnego nr 4).
Zamężna. Z Grzegorzem Wąchałą mają dwoje dzieci - Ewę (ur. 1979 r.), i Piotra. Przez całe życie związana z Tomaszowem Mazowieckim.